# Marcel Callo
Marcel Callo, född 6 december 1921 i Rennes, Frankrike, död 19 mars 1945 i koncentrationslägret Mauthausen, Österrike, var en fransk typograf. Han var en övertygad katolik och Gestapo arresterade honom på grund av hans religiösa övertygelse.
Callo deporterades i mars 1943 till Tyskland för tvångsarbete, men han deklarerade då att han for iväg som missionär.
Marcel Callo saligförklarades av påve Johannes Paulus II den 4 oktober 1987 tillsammans med två italienska jungfrumartyrer, Antonia Mesina och Pierina Morosini.